# Димово (село)
Вижте пояснителната страница за други значения на Димово.
Димово е село в Южна България. То се намира в община Смолян, област Смолян.

## География
Село Димово се намира в планински район.